# Carpinteria
Carpinteria è una città degli Stati Uniti d'America situata nella Contea di Santa Barbara, nello Stato della California.